# Поллид
Поллид, также По́ллис (греч. Πόλλις) или Поллин — легендарный персонаж, историчность которого сомнительна. Один из предводителей так называемых «тирренцев» с Лемноса, переселившихся в Лаконию, на мыс Тенарон, а затем с лаконскими женами на Крит. Сам был лакедемонянин, оставил статую Артемиды в Херсонесе Критском, позже обосновался в Ликте. Согласно Конону, лемносцы и имбросцы, поселившиеся в Амиклах при Филономе, взбунтовались в третьем поколении после возвращения Гераклидов (то есть примерно в конце XI века до н. э., при Агисе I). Вместе с некоторыми из спартанцев под руководством Поллида и Дельфа они отплыли на Крит, по пути заселив Милос, и основали Гортину и общины периэков.